# Златни глобус за најбољи анимирани филм
Златни глобус за најбољи анимирани филм (енгл. Golden Globe Award for Best Animated Feature Film) награда је која је додељена први пут 2007. године.

## Добитници

### 2000-е
- 2006: Аутомобили (Cars)
  - Плес малог пингвина (Happy Feet)
  - Чудовишна кућа (Monster House)
- 2007: Мућкалица (Ratatouille)
  - Пчелац Бери Медић (Bee Movie)
  - Симпсонови на филму (The Simpsons Movie)
- 2008: WALL-E (WALL-E)
  - Болт
  - Кунг фу панда
- 2009: До неба (Up)
  - Коралина (Coraline)
  - Принцеза и жабац (The Princess and the Frog)
  - Падаће ћуфте (Cloudy with a Chance of Meatballs)
  - Фантастични господин Лисац (Fantastic Mr. Fox)

### 2010-е
- 2010: Прича о играчкама 3 (Toy Story 3)
  - Грозан ја (Despicable Me)
  - Златокоса и разбојник (Tangled)
  - Илузиониста (The Illusionist)
  - Како да дресирате свог змаја (How to Train Your Dragon)
- 2011: Авантуре Тинтина: Тајна једнорога (The Adventures of Tintin)
  - Аутомобили 2 (Cars 2)
  - Мачак у чизмама (Puss in Boots)
  - Мисија: Спасити Божић (Arthur Christmas)
  - Ранго (Rango)
- 2012: Храбра Мерида (Brave)
  - Франкенвини (Frankenweenie)
  - Пет легенди (Rise of the Guardians)
  - Разбијач Ралф (Wreck-It Ralph)
  - Хотел Трансилванија (Hotel Transylvania)
- 2013: Залеђено краљевство (Frozen)
  - Крудс (The Croods)
  - Грозан ја 2 (Despicable Me 2)
- 2014: Како да дресирате свог змаја 2 (How to Train Your Dragon 2)
  - Град хероја (Big Hero Six)
  - Књига живота (The Book of Life)
  - Тролови из кутије (The Boxtrolls)
  - Лего филм (The Lego Movie)
- 2015: У мојој глави (Inside Out)
  - Аномалиса (Anomalisa)
  - Добри диносаурус (The Good Dinosaur)
  - Снупи и Чарли Браун: Филм о Клињама (The Peanuts Movie)
  - Овичица Шоне (Shaun the Sheep Movie)
- 2016: Зоотрополис — град животиња (Zootopia)
  - Кубо и чаробни мач (Kubo and the Two Strings)
  - Вајана (Moana)
  - Мој живот као тиквица (Ma vie de Courgette)
  - Певајмо (Sing)
- 2017: Коко (Coco)
  - Мали шеф (The Boss Baby)
  - Хранитељка (The Breadwinner)
  - Фердинанд (Ferdinand)
  - С љубављу, Винсент: Мистерија Ван Гога (Loving Vincent)
- 2018: Спајдермен: Нови свет
  - Невиђени 2 (Incredibles 2)
  - Острво паса (Isle of Dogs)
  - Мираи (Mirai)
  - Ралф растура интернет (Ralph Breaks the Internet)
- 2019: Господин Линк: У потрази за скривеним градом (Missing Link)
  - Залеђено краљевство 2 (Frozen II)
  - Како да дресирате свог змаја 3 (How to Train Your Dragon: The Hidden World)
  - Краљ лавова (The Lion King)
  - Прича о играчкама 4 (Toy Story 4)

### 2020-е
- 2020: Душа (Soul)
  - Крудс: Ново доба (The Croods: A New Age)
  - Напред (Onward)
  - До Месеца и назад (Over the Moon)
  - Wolfwalkers (Wolfwalkers)
- 2021: Енканто: Магични свет
  - Бегунац (Flee)
  - Лука
  - My Sunny Maad (My Sunny Maad)
  - Раја и последњи змај (Raya and the Last Dragon)
- 2022: Пинокио (Pinocchio)
  - Ину-о (Inu-Oh)
  - Марсел шкољка са ципелама (Marcel the Shell with Shoes On)
  - Мачак у чизмама: Последња жеља (Puss in Boots: The Last Wish)
  - Поцрвенела панда
- 2023: Дечак и чапља (The Boy and the Heron)
  - Елементал (Elemental)
  - Спајдермен: Путовање кроз Спајдер-свет (Spider-Man: Across the Spider-Verse)
  - Супер Марио браћа: Филм (The Super Mario Bros. Movie)
  - Сузуме (Suzume)
  - Жеља
- 2024: Поплава (Straume)
  - У мојој глави 2 (Inside Out 2)
  - Мемоари једног пужа (Memoir of a Snail)
  - Вајана 2 (Moana 2)
  - Волас и Громит: Перната освета (Wallace & Gromit: Vengeance Most Fowl)
  - Неукротиви робот (The Wild Robot)